# 亞羅沃耶
亞羅沃耶（俄语：Ярово́е）是俄羅斯阿爾泰邊疆區西北部的一個城市，距區府巴爾瑙爾以西403公里。2002年人口21,363人。
1943年建立，1993年設市。
52°56′N 78°35′E / 52.933°N 78.583°E